# Никольский (Подгоренский район)
Никольский — хутор в Подгоренском районе Воронежской области. Входит в состав Скорорыбского сельского поселения.

## География
Расположено в 4 км к юго-западу от районного центра, на правом берегу р. Сухая Россошь.

## Население
| 2010 |
| ---- |
| 84   |